# Kesik
Kesik is een bestuurslaag in het regentschap Oost-Lombok van de provincie West-Nusa Tenggara, Indonesië. Kesik telt 7163 inwoners (volkstelling 2010).